# Einbauerklärung
Eine Einbauerklärung im Sinne der Neufassung der Maschinenrichtlinie 2006/42/EG des Europäischen Parlaments und des Rates vom 17. Mai 2006 wird für eine  unvollständige Maschine durch den Hersteller oder dessen Bevollmächtigten ausgestellt.

## Inhalt
Sie muss nach Anhang II B der Richtlinie den Hinweis enthalten, dass die Inbetriebnahme einer Maschine oder Anlage, in die diese Komponente eingebaut ist, so lange untersagt ist, bis die Konformität mit der Richtlinie festgestellt ist. Darüber hinaus muss die Erklärung (in Ergänzung zur bisherigen Regelung) folgende Angaben enthalten:
- Firmenbezeichnung und Anschrift des Herstellers der unvollständigen Maschine und gegebenenfalls dessen Bevollmächtigter;
- Name und Anschrift des für die Dokumentation Verantwortlichen; er muss in der EG ansässig sein;
- neben der Beschreibung auch Informationen zur Identifizierung (Bezeichnung, Funktion, Modell, Typ, Seriennummer, Handelsbezeichnung);
- eine Erklärung, welche Anforderungen der Maschinenrichtlinie angewendet sind, und eine Erklärung, dass die technischen Unterlagen nach Anhang VII B erstellt sind;
- eine Verpflichtungserklärung, staatlichen Stellen auf begründetes Verlangen Unterlagen zu übermitteln.; auch die Form der Übermittlung ist anzugeben;
- einen Hinweis, dass die Inbetriebnahme der unvollständigen Maschine so lange untersagt ist, bis die Konformität der Maschine oder Anlage, in die die unvollständige Maschine eingebaut werden soll, mit der Richtlinie festgestellt wurde.
- Ort, Datum und Angaben zur Person, die die Einbauerklärung im Auftrag des Herstellers oder dessen Bevollmächtigten unterzeichnet.

Eine CE-Kennzeichnung ist für unvollständige Maschinen nach Maschinenrichtlinie nicht zulässig. Die Einbauerklärung ersetzt seit dem 29. Dezember 2009 rechtsverbindlich die bisherige Herstellererklärung der Maschinenrichtlinie 98/37/EG vom 26. Juni 1998.